# Port of Notes
Port of Notes（ポート・オブ・ノーツ）は、日本の男女デュオである。1996年結成。

## メンバー
- 畠山美由紀（Double Famousほか）
- 小島大介（1972年9月7日-）
  - 出身：熊本県
  - （DSK, AURORAほか）

## ディスコグラフィー

### EP
- Port of Notes（1997年4月25日）
- With This Affection（1998年5月23日）
- more than paradise（1999年7月30日）
- Salavah（2000年5月31日）
- Lilac（2000年6月25日）
- One More Bourbon（2001年5月30日）
- end of summer ep（2001年9月8日）
- Those My Old Days（2002年12月1日）
- Trace of Dream（2004年6月30日）
- Travessia (2017年12月23日）
- 水蜜桃 (2018年7月11日）

### アルバム
- Complain Too Much（1999年1月23日）
- Duet With Birds（2001年6月30日）
- Joint Adventure（2002年7月13日）リミックスアルバム
- Evening Glow（2004年10月29日）
- Joint Adventure2（2007年6月30日）リミックスアルバム
- Blue Arpeggio -Own Best Selection-（青いアルペジオの歌）（2008年2月2日）ベストアルバム
- Live at Liquidroom（2009年1月30日）ライブアルバム
- Luminous Halo -燦然と輝く光彩-  (2009年11月4日)
- TWO（2021年7月7日）セルフカヴァーアルバム